# 볼리비아의 공휴일
볼리비아의 공휴일은 다음과 같다.
| 날짜           | 이름                        | 비고 |
| -------------- | --------------------------- | ---- |
| 1월 1일        | 양력설                      |      |
| 1월 22일       | 다민족국가의 날             |      |
| 2월 2일        |                             |      |
| 2~3월 중(이동) | 카니발                      |      |
| 3~4월 중(이동) | 성금요일                    |      |
| 5월 1일        | 노동절                      |      |
| 5~6월 중(이동) | 그리스도의 성체 성혈 대축일 |      |
| 6월 21일       |                             |      |
| 8월 2일        | 아그라리안 개혁일           |      |
| 8월 6일        | 독립기념일                  |      |
| 11월 2일       | 모든 성인 대축일            |      |
| 12월 25일      | 크리스마스                  |      |